# William DeHart Hubbard
William DeHart Hubbard (ur. 25 listopada 1903 w Cincinnati, zm. 23 czerwca 1976 w Cleveland) – amerykański lekkoatleta, mistrz olimpijski w skoku w dal z Paryża z 1924.
Jako pierwszy Afroamerykanin zdobył złoty medal olimpijski w konkurencji indywidualnej. Miało to miejsce na igrzyskach olimpijskich w 1924 w Paryżu, gdzie zwyciężył w skoku w dal pomimo kontuzji skokiem na odległość 7,44 m, wyprzedzając swego kolegę z reprezentacji Stanów Zjednoczonych Neda Gourdina i Norwega Sverre Hansena. Na tych samych igrzyskach startował w trójskoku, ale w eliminacjach wszystkie próby miał nieudane.
13 czerwca 1925 w Chicago ustanowił rekord świata w skoku w dal wynikiem 7,89 m. W 1926 wyrównał rekord świata w biegu na 100 jardów czasem 9,6 s. 17 września 1927 w Cincinnati osiągnął swój najlepszy wynik w skoku w dal – 7,98, ale nie został on uznany za rekord świata, ponieważ belka znajdowała się o cal wyżej od skoczni.
Na igrzyskach olimpijskich w 1928 w Amsterdamie również startował z kontuzją, ale tym razem nie wszedł do finału. Z wynikiem 7,11 m został sklasyfikowany na 11. pozycji (ex aequo z mistrzami olimpijskimi w trójskoku Vilho Tuulosem i Mikio Odą).
Sześciokrotnie zdobywał mistrzostwo Stanów Zjednoczonych (AAU) w skoku w dal w latach 1922–1927. Wyczyn ten wyrównali jedynie Ralph Boston i Arnie Robinson. Był również mistrzem USA (AAU) w trójskoku w 1922 i 1923. Zdobył także akademickie mistrzostwo USA (NCAA) w skoku w dal w 1923 i 1925 oraz w biegu na 100 jardów w 1925.
Ukończył z wyróżnieniem studia na Uniwersytecie Michigan. Pracował później jako doradca do spraw rasowych w Federal Public Housing Authority (Federalnej Agencji Mieszkalnictwa).